# كارين تاندي
كارين بوميرانتز تاندي (بالإنجليزية: Karen Pomerantz Tandy)‏ محامية أمريكية ومسؤولة إنفاذ القانون عملت كمديرة لإدارة مكافحة المخدرات في الفترة من 2003 إلى 2007. كانت أول امرأة ترأس إدارة مكافحة المخدرات. تشغل حاليا منصب نائب رئيس المجلس الاستشاري للأمن الداخلي الأمريكي منذ يونيو 2016.